# Выстрел в спину (монумент)
«Вы́стрел в спи́ну» (укр. Постріл у спину) — монумент в память о советских гражданах, погибших от рук украинских националистов на Западной Украине. Установлен на Советской площади города Симферополя (Крым). Открыт 14 сентября 2007 года.

## История памятника
Автор памятника — скульптор Евгений Яблонский.
Монумент представляет собой две фигуры — женскую и мужскую, причём женщина пытается удержать сползающего вниз мужчину, смертельно раненого в спину.
Монумент создан на средства Коммунистической партии Украины и жителей Крыма. У основания монумента надпись: «В память о жертвах советского народа, павших от рук пособников фашистов — вояк ОУН-УПА и других коллаборационистов».
Как заявил на открытии памятника первый секретарь Крымского республиканского комитета Коммунистической партии Украины Леонид Грач, на Западной Украине «от рук пособников фашистов» погибло более 4 тысяч крымчан — представителей мирных профессий.
Во время открытия монумента произошла стычка между представителями КПУ и активистами Прогрессивной социалистической партии Украины, установившими на площади, где находится монумент, агитационные палатки.
Проведённая прокуратурой Республики Крым проверка законности выделения земельного участка под установку памятника не выявила нарушений.
25 сентября 2007 года в отношении памятника был осуществлён акт вандализма — неизвестные (по заявлению представителей КПУ, «боевики из организации ВО „Свобода“») залили скульптурную композицию красной краской. Позднее было установлено, что это действительно националисты во главе с руководителем Крымского отделения ВО «Свобода» Эдуардом Леоновым.

## Мнения о памятнике
Евгений Яблонский, скульптор, автор памятника:

Для меня, православного человека, тема памяти убиенных очень важна. Ведь там были убиты не только и не столько воины, сколько учителя, агрономы, врачи, журналисты. По поводу протестов я могу сказать только то, что это больные люди. В этой жизни есть убийцы и их жертвы. Я ставлю памятник жертвам. Любой здравомыслящий человек это понимает. И ничего я не вижу в этом запрещённого или криминального. Наоборот, надо знать это и всегда помнить об этом.

Лидер крымского «Руха» Леонид Пилунский:

Это стопроцентная провокация коммунистов. Они только провокациями и жили. Потому что большего цинизма трудно себе представить. Партия, которая в 1920 году только русских в Крыму уничтожила 185 000 человек. Крым не имеет к ОУН-УПА абсолютно никакого отношения. Здесь был только один отряд, который зимой 1942-го был уничтожен. И они воевали против Гитлера.
Оригинальный текст (укр.)Це стовідсоткова провокація комуністів. Вони тільки провокаціями й жили. Тому що більшого цинізму важко собі уявити. Партія, яка в 1920 році тільки росіян в Криму знищила 185.000 осіб. Крим не має до ОУН–УПА абсолютно жодного відношення. Тут був лише один загін, який взимку 1942-го був знищений. І вони воювали проти Гітлера.